# Charlie Brown (cestista)
Charles Brown jr., detto Charlie (Filadelfia, 2 febbraio 1997), è un cestista statunitense.

## Statistiche

### College
| Anno      | Squadra            | PG | PT | MP   | TC%  | 3P%  | TL%  | RP  | AP  | PRP | SP  | PP   |
| --------- | ------------------ | -- | -- | ---- | ---- | ---- | ---- | --- | --- | --- | --- | ---- |
| 2016-2017 | St. Joseph's Hawks | 31 | 30 | 34,2 | 37,5 | 38,4 | 81,9 | 5,0 | 1,1 | 0,8 | 0,7 | 12,8 |
| 2018-2019 | St. Joseph's Hawks | 32 | 31 | 35,6 | 43,0 | 35,6 | 84,5 | 6,2 | 1,5 | 1,1 | 0,8 | 19,0 |
| Carriera  | Carriera           | 63 | 61 | 34,9 | 40,7 | 37,0 | 83,6 | 5,6 | 1,3 | 0,9 | 0,7 | 16,0 |

### NBA

#### Regular Season
| Anno      | Squadra            | PG | PT | MP   | TC%  | 3P%  | TL%  | RP  | AP  | PRP | SP  | PP  |
| --------- | ------------------ | -- | -- | ---- | ---- | ---- | ---- | --- | --- | --- | --- | --- |
| 2019-2020 | Atlanta Hawks      | 10 | 0  | 4,0  | 31,6 | 33,3 | 100  | 0,4 | 0,2 | 0,2 | 0,2 | 2,0 |
| 2020-2021 | Oklahoma Thunder   | 9  | 1  | 16,9 | 30,2 | 23,8 | 90,0 | 1,9 | 1,0 | 0,4 | 0,2 | 4,4 |
| 2021-2022 | Dallas Mavericks   | 3  | 0  | 5,0  | 20,0 | 0,0  | -    | 0,3 | 0,3 | 0,7 | 0,3 | 0,7 |
| 2021-2022 | Philadelphia 76ers | 19 | 2  | 8,5  | 26,5 | 11,1 | 90,0 | 1,6 | 0,3 | 0,4 | 0,2 | 1,5 |
| 2023-2024 | N.Y. Knicks        | 8  | 0  | 4,6  | 20,0 | 28,6 | -    | 0,3 | 0,0 | 0,0 | 0,3 | 0,8 |
| Carriera  | Carriera           | 49 | 3  | 8,3  | 27,9 | 22,4 | 92,0 | 1,1 | 0,3 | 0,3 | 0,2 | 2,0 |

### G League
| Anno       | Squadra         | PG  | PT  | MP   | TC%  | 3P%  | TL%  | RP  | AP  | PRP | SP  | PP   |
| ---------- | --------------- | --- | --- | ---- | ---- | ---- | ---- | --- | --- | --- | --- | ---- |
| 2019-2020  | C.P. Skyhawks   | 29  | 29  | 33,2 | 42,2 | 24,2 | 87,0 | 6,7 | 3,0 | 1,5 | 1,3 | 17,1 |
| 2020-2021  | Iowa Wolves     | 13  | 12  | 30,0 | 44,7 | 35,5 | 82,4 | 5,5 | 1,9 | 1,7 | 0,4 | 12,5 |
| 2021-2022  | Del. Blue Coats | 21  | 20  | 29,9 | 43,8 | 38,8 | 84,6 | 7,1 | 2,1 | 1,6 | 0,8 | 16,4 |
| 2022-2023† | Del. Blue Coats | 47  | 32  | 28,2 | 49,2 | 33,0 | 84,8 | 6,4 | 2,6 | 1,6 | 0,7 | 13,2 |
| 2023-2024  | Westch. Knicks  | 29  | 27  | 30,3 | 44,6 | 35,2 | 76,2 | 5,9 | 2,4 | 2,1 | 1,0 | 16,6 |
| Carriera   | Carriera        | 139 | 120 | 30,1 | 45,1 | 33,2 | 83,2 | 6,4 | 2,5 | 1,7 | 0,9 | 15,2 |